# Vena subclavia

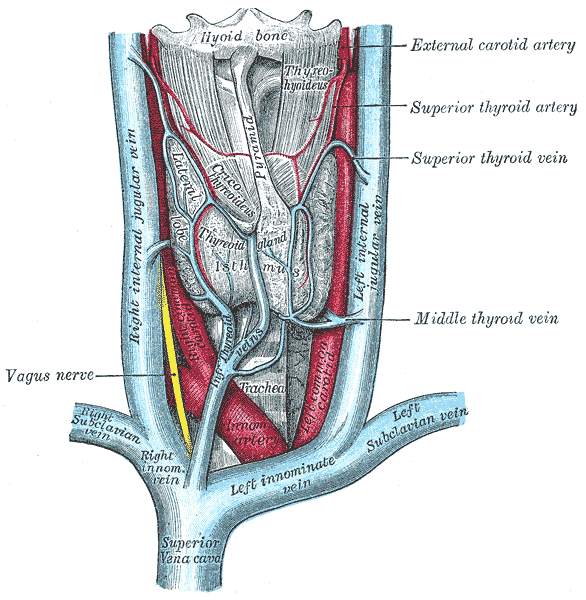
Vena subclavia: de vaten die naar links en rechts 'uit het beeld verdwijnen'

De vena subclavia of ondersleutelbeenader is de ader die links en rechts onder het sleutelbeen (subclaviculair) loopt, analoog aan de arteria subclavia. De vena subclavia ontvangt zuurstofarm bloed vanuit de armen en schouders via de vena axillaris en mondt samen met de vena jugularis uit in de vena brachiocephalica, die weer uitmondt in de vena cava superior (bovenste holle ader).
De plaats op de vena subclavia waar de vena jugularis interna uitmondt, wordt de angulus venosus genoemd. In de linker en rechter angulus venosus mondt een aantal lymfevaten uit. Het grootste lymfevat van het lichaam, de ductus thoracicus (grote borstbuis), mondt uit in de linker angulus venosus.
De ductus lymphaceus dexter mondt uit in de rechter angulus venosus.

## Belang in de geneeskunde
De vena subclavia wordt gebruikt voor het inbrengen van een centraal veneuze katheter voor het toedienen van parenterale voeding, toedienen van medicijnen en voor het meten van de centraal-veneuze druk. Ook lopen de geleidingsdraden van een pacemaker door de vena subclavia naar de rechter harthelft.